# Hans Seehase
Hans Heinrich Friedrich Seehase (ur. 05.03.1887 w Rostocku-Warenmünde, zm. 19.11.1974 w Schalksmühle) – niemiecki inżynier i wynalazca.

## Życiorys
Hans Seehase był synem Johanna Joachima Friedricha Seehase – właściciela przydworcowej gospody w nadmorskim kurorcie Warenmünde. Uczęszczał on do tamtejszej szkoły ludowej. Gimnazjum realne ukończył w Rostocku, w którym w 1907 zdał maturę. Po zakończeniu praktyki w Stoczni Neptun (niem. Neptun Werft) w Rostocku wyjeżdża do Berlina, gdzie do 1912 studiuje budowę maszyn, a następnie pracuje tam do 1914 roku jako asystent na uczelni wyższej, kiedy to uzyskał z wyróżnieniem tytuł doktora za pracę pod tytułem „Doświadczalne ustalanie rozchodzenia się siły uderzenia oraz proces deformacji przy zgniataniu”. Następnie uzyskał stanowisko docenta.
W czasie pierwszej wojny światowej poznał Josepha Sablatniga. W 1916 Hans Seehase został dyrektorem technicznym w jego firmie produkującej samoloty. Od 1918 roku pracował dla Sablatniga nad projektami samolotów cywilnych, jak np. SAB P III, który latał pomiędzy Berlinem, Warenmünde i Kopenhagą. Wspomniana linia lotnicza należała do Sablatniga.
Podczas swojej pracy Seehase kierował się trzema zasadami: bezpieczeństwo, prostota i kompatybilność, które miały pełnić w jego projektach wiodącą rolę. Wedle tych zasadach powstały składalne skrzydła oraz układ sterowania, których transport koleją nie był problemem. Już w 1921 roku Seehase zaprojektował składany samochód o wadze 10 PS i zużyciu 6,5 litra na 100 km, niedługo potem skonstruował składany motor.
Po bankructwie berlińskiej firmy Sablatniga w 1923 roku otworzył on własne przedsiębiorstwo pod nazwą Dr. Seehase-Leichtbau, które produkowało przybory do szkicowania oraz suwaki logarytmiczne. Dzięki temu mógł on finansować nadal swoje projekty techniczne. W tym czasie skonstruował Seehase szybowiec, który pierwszy raz został przetestowany 23 kwietnia 1923 w Berlinie. W tym samym roku zgłosił Seehase patent szybowcowy o numerze 398388. Licencja do produkcji szybowców przekazana została marynarce wojennej. Nie otrzymały one jednak zezwolenia na startowanie z utwardzonej nawierzchni. Dalsze badania nad wynalazkiem zaprzestane zostały tuż po rozpoczęciu się wojny, gdyż uznano go „za mało istotny pod względem wojskowym”.
W 1938 roku Seehase poślubił poetkę Charlotte Grüber (1907–1993). Po zakończeniu drugiej wojny światowej przeprowadził się Seehase ze swoją rodziną do Warenmünde. Tutaj zajął się ponownie produkcją suwaków logarytmicznych przyborów do szkicowania. W 1970 roku przesiedlił się on do Niemiec Zachodnich.
Hans Seehase posiadał 200 patentów, wśród których niektóre są uznane na całym świecie.

## Upamiętnienie
Na budynku przy Anastasiastraße 42 w Warenmünde, w którym Seehase mieszkał, znajduje się tablica upamiętniająca, a od 2010 roku jedna z ulic Rostocku (dzielnica Südstadt) nosi jego nazwisko.